# Oswaldo Novoa
Oswaldo Novoa Mora (ur. 2 lutego 1982) – meksykański bokser, były mistrz świata WBC w kategorii słomkowej.

## Kariera zawodowa
Meksykanin na zawodowstwo przeszedł w 2010 r., mając 28 lat. 5 lutego 2014 r. zmierzył się z reprezentantem Chin Xiongiem Zhaozhongiem o mistrzostwo świata WBC w kategorii słomkowej. Skazywany na porażkę Meksykanin dość łatwo uporał się z pierwszym chińskim mistrzem świata w historii, pokonując go przez techniczny nokaut w 5. rundzie. Tytuł obronił po raz pierwszy 28 czerwca 2014 r., pokonując Nikaraguańczyka Alcidesa Martineza. Meksykanin zwyciężył przez poddanie w 8. rundzie ponieważ Martinez pozostał w swoim narożniku, nie wychodząc na dziewiątą rundę. Novoa utracił tytuł 6 listopada 2014 r., przegrywając przez poddanie w 9. rundzie z Chayaphonem Moonsrim.